# TX-0
TX-0 (скор. від англ. Transistorized Experimental computer zero), також згадуваний як tixo (вимовляється «тіксо») — один з перших комп'ютерів створених повністю на транзисторній базі та, та що мав для свого часу величезний обсяг пам'яті на магнітних сердечниках в 64К 18-бітних слів. TX-0 був введений в експлуатацію в 1956-му і безперервно використовувався до 1960-х років.
Спроєктований у Лабораторії Лінкольна Массачусетського технологічного інституту здебільшого як експеримент у проєктуванні транзисторних пристроїв і побудові дуже великих систем на основі пам'яті на магнітних сердечниках, TX-0 по суті був транзисторної версією не менш відомого комп'ютера Whirlwind, також створеного в Лабораторії Лінкольна. У той час як Whirlwind займав цілий поверх великої будівлі, TX-0 вміщувався в одній досить невеликій кімнаті і все-одно був трохи швидше. TX-0, як і Whirlwind, був обладнаний системою індикації, маючи для цього в корпусі 12-дюймовий осцилограф, під'єднаний до виводів процесора, що дозволяв відображати 512 на 512 точок в масиві 7 на 7.
TX-0 був повністю транзисторним 16-бітним комп'ютером з 16-бітною адресацією та 16-бітними інструкціями. Слова його пам'яті мали довжину в 18 біт, що допускало запис 16 біт даних і 2 біт інструкцій. Комбінуючи ці 2 біти, можна було викликати 4 можливі інструкції, серед яких були збереження (store), додавання (add) та команда переходу у базовому наборі. Четверта команда operate приймала додаткові операнди і дозволяла доступ до кількох «мікро-наказів» («micro-orders»), які могли використовуватися окремо або разом для надання багатьох інших корисних функцій. Операція додавання займала 10 мікросекунд.
Після успішного завершення TX-0, всі сили були кинуті негайно на створення більш великого і набагато складнішого TX-1. Проте невдовзі цей проєкт зіткнувся з труднощами через свою складність, і був перепроєктований в меншу форму, що у результаті було реалізовано у вигляді TX-2 в 1958-му. Оскільки пам'ять на магнітних осердях на той час була дуже дорогою, для проєкту TX-2 деякі частини пам'яті були зняті з TX-0. З часом TX-0 перестав представляти інтерес і був відданий напрокат (напівпостійний) Дослідницькії лабораторії електроніки (МТІ) у липні 1958 року, де він став основою того, що в кінцевому підсумку розвинулося в Лабораторію штучного інтелекту МТІ.
Переїхавши з Лабораторії Лінкольна тільки з 4К пам'яті, машина більше не могла використовувати 16 біт з 18 біт інструкцій для зберігання адреси, внаслідок чого приблизно після півтора років кількість бітів інструкцій була подвоєно до 4, разом 16 інструкцій, й був доданий індексний регістр. Це вражаюче поліпшило програмованість машини, але залишало місце для пізнішого розширення пам'яті до 8К. Цей знову розширений TX-0 використовувався для розробки великої кількості досягнень у комп'ютерних обчисленнях, включаючи розпізнавання мови та рукописного тексту, а також засобів необхідних для роботи над цими проєктами, таких як текстові редактори та зневаджувачі.
Тим часом проєкт TX-2 зіткнувся з труднощами та декілька членів команди прийняли рішення залишити проєкт і заснувати свою власну компанію. Після короткого часу продажу «лабораторних модулів» у формі одиночних модулів TX-2, створена компанія під назвою Digital Equipment Corporation (DEC) вирішила випускати позбавлений від недоліків TX-0, і випустила перший з таких комп'ютерів в 1961 у під назвою PDP-1. Перший PDP-1 був у результаті встановлений в кімнаті поруч з TX-0 і деякий час працював з ним пліч-о-пліч.
Значимі частини TX-0 в наш час[коли?] виставлені на огляд в бібліотеці Лабораторії Лінкольна. Бібліотека доступна тільки для працівників лабораторії.